# Valve Corporation
Valve Corporation（バルブ・コーポレーション）は、アメリカ合衆国ワシントン州ベルビューに本社を置く、コンピュータゲームの開発や販売、ソフトウェアのデジタル配信を行う企業。代表作として『Portal』や『ハーフライフ』、『カウンターストライク』、『Team Fortress』、『Dota』、『L4D』などを制作し、世界的規模のゲーム配信サービス「Steam」を運営している。日本国内ではValve Software（バルブ・ソフトウェア）や単にValve（バルブ）とも呼ばれる。

## 製品

### Steam
Valve社によって運営されているゲーム配信プラットフォーム兼ゲームランチャー。
Counter-StrikeやHalf-LifeなどValve社で開発されたタイトルと、他社製タイトルを配信しており、2015年11月現在6000以上のタイトル数が配信している。2015年2月25日アカウント数が1億2500万を突破したことが報告された。
2010年5月13日、Mac版Steamが開始された。
Steamの仕組み上、ゲームをプレイするには必ずSteamを介して起動することになる。Valve社製以外の本来Steamを使わないゲーム（Quakeシリーズなど）でも適用され、同タイトルであってもSteam版と非Steam版はコンピューターからは別物と認識される。MODを導入する場合、Steam版かそうでないかによって導入方法に違いがあったり、導入が不可能なこともある。しかしSteamには独自の公式MODをストア上から導入できるSteamWorkShopがある。一部のタイトルはオフラインモードに切り替えることにより、インターネット接続がない状態でもプレイできる。
またゲームの購入は、PCに対してではなくユーザーアカウントに対して行われるため、PCを変えても煩わしい認証などすることなく、ダウンロードしてすぐにプレイできるというメリットもある。そのため1つのライセンスがあれば、多数のPCにインストールすることが可能である。ただし同時プレイはSteamへの多重ログインになるため不可能である。
Steam Cloudに対応しているゲームであればゲームの各設定、またはゲームのセーブデーターまでサーバーとクライアントで同期できるタイトルも存在し再インストールや遠隔地でのリモートプレイ、インターネットカフェなどのログインでもすぐに前回の状態から続けることができる。

### Steam Box
Steamに特化したValve社のゲーミングPC。同社のコンシューマ市場進出を担う、家庭用ゲーム機に位置づけられる製品と目される。Steam自体にも大画面テレビおよびゲームパッドでの表示・操作に適した「Big Picture」モードが2012年末より正式に備わっている。CES2013にて、Steam Boxは外部メーカーも開発可能なオープン規格を指すことが明らかにされ、その一製品として「Piston」が発表された。Xi3 Corporationの製品「X7A」をベースとする超小型PCであり、メモリやストレージ等のパーツ交換が可能となっている。OSとしてLinuxベースのSteamOSを搭載する。

### Steam Deck
Valve社が発売したポータブルゲーミングPC。デフォルトでは同社の SteamOS (Linuxベース) で動作し、Protonエミュレーターを通してWindows用ゲームもプレイできる。アメリカ、カナダ、EU向けには2022年2月25日に発売された。日本では2022年8月4日に予約受付が開始され、2022年12月17日から発送が開始された。

### 主なコンピュータゲームソフト
- ハーフライフシリーズ
- カウンターストライクシリーズ
- Day of Defeat
- Team Fortress 2
- Portalシリーズ
- Left 4 Deadシリーズ
- Dota 2